# Caméra Café (série télévisée, 2002)
Pour les articles homonymes, voir Caméra Café.
Caméra Café est une série télévisée humoristique québécoise, adaptée de la série française par François Avard, réalisée par Michel Courtemanche, Pierre Paquin et Guy Lévesque et diffusée entre le 16 septembre 2002 et le 20 mars 2012 sur le réseau TVA. Depuis le 4 janvier 2016, la série est rediffusée sur la chaîne Prise 2.
Une onzième saison est diffusée depuis le 12 janvier 2021 à TVA, avec une toute nouvelle mouture incluant entre autres Anne-Élisabeth Bossé, Sylvie Léonard, Didier Lucien, Marie-Soleil Dion et José Gaudet. Elle a été mal accueillie et les audiences étaient mauvaises. Deux saisons de 22 épisodes de cette nouvelle mouture avaient été tournées, seule la première saison a été diffusée. La deuxième saison restera inédite.

## Synopsis
Caméra Café raconte la vie quotidienne des employés d'une succursale montréalaise d'une grande compagnie torontoise à travers une caméra cachée dans une machine à café installée par des chinois. L'aire de repos de l'immeuble est donc la seule prise de vue de toute la série (sauf à de très très rares occasions) et la caméra ne bouge jamais (sauf quelques zooms et pivots mineurs). Les personnages de la série interagissent entre eux d'une manière plus ou moins réaliste, se retrouvant régulièrement dans des situations extraordinaires.
Dans la version québécoise, la compagnie vend des C14, dont on ignore complètement la nature pendant toute la série, tout comme le nom de l'entreprise. Cependant, le film "Espace détente" qui est le long métrage découlant de la version française de Caméra Café nous apprend que ces machines sont des appareils de musculation.

## Distribution

### Personnages principaux
- Pierre Brassard : Jean-Claude Langevin, le vendeur. Deuxième apparition après le décès de Bruno, il sera le nouvel Adjoint administratif. (saisons 1 à 5 et 8 à 10)
- Martin Matte : Bruno Gagnon, le responsable des achats et délégué syndical. Deuxième apparition il fut délégué syndical et adjoint administratif. (saisons 1 à 5 et 8)
- Martin Drainville : Guy Bérard, le responsable des achats et délégué syndical qui remplace Bruno. (saisons 5 à 10)
- Antoine Bertrand : Patrice Labrecque, le vendeur qui remplace Jean-Claude. (saisons 5 à 8)

### Personnages secondaires
- Catherine Florent : Jeanne Coulombe #1, la secrétaire de direction. (saisons 1 à 7)
- Catherine-Anne Toupin : Jeanne Coulombe #2, la secrétaire de direction. (saisons 8 à 10)
- Stéphane E. Roy : Sylvain Desjardins, le comptable. (saisons 1 à 10)
- Jasmin Roy : Philippe Graton, l'informaticien. (saisons 1 à 10)
- Claude Prégent : Normand Dugars, le directeur général. (saisons 1 à 10)
- Daniel Brière : François-Baptiste Marois, le psychologue. (saisons 1 à 8)
- Louise Deslières : Carole Lussier/Carol Lussier, l'avocate. (saisons 1 à 6)
- Chantal Lamarre : Claire Pouliotte, la coordonnatrice des livraisons. (saisons 1 à 3)
- Mélanie Maynard : Martine Tanguay, la secrétaire exécutive. (saisons 1 à 2 et 8 "invitée")
- Mahée Paiement : Manon Grenon, la réceptionniste. (saisons 2 à 10)
- Julie Ménard : Josée Gamache, la secrétaire exécutive qui remplace Martine. (saisons 3 à 10)
- Bobby Beshro : André Nadon, le chauffeur du président. (saisons 3 à 10)
- Mario Bélanger : Martin Lepine, le concierge. (saisons 7 à 10)
- François Morency : Marc Pageau, l'avocat qui remplace Carole. (saisons 7 à 9)
- André Sauvé : le courrier à vélo (saisons 8 à 10)
- Marie Turgeon : Maxime Kristensen, la directrice de Toronto. (saisons 8 à 10)
- Réal Béland : Rajat, le vendeur de la compagnie qui remplace Jean-Claude au poste de vendeur. (saisons 9 à 10)
- Bianca Gervais : Karine Gamache, la nouvelle secrétaire. (saisons 9 à 10)
- Laurent Paquin : Alain Jarraud, l'avocat qui remplace Marc. (saisons 9 à 10)
- Stéphane Archambault : Julien Lacasse (saison 1)
- Valérie Valois : Line Coulombe, la sœur de Jeanne. (saison 4)
- Christian Bégin : M. Thompson, le président de la compagnie. (saison 7)
- Jeremy T. Gaudet : Christophe Bérard, le fils de Guy. (invité)
- Louis-Philippe Maltais : Tristan Coulombe, le fils de Jeanne. (invité)
- Sylvie Boucher : Sandra Langevin, la femme de Jean-Claude. (invitée)

### Invités
Au cours de la série, plusieurs invités ont joué des rôles mineurs. Entre autres, Normand D'Amour, Jean-Michel Anctil, Michel Barrette, Emmanuel Bilodeau, Marc-François Blondin, Marie-Mai Bouchard, Marilyse Bourke, Stéphane Breton, Claude Charron, Édith Cochrane, Stéphane Crête, Laurent-Christophe De Ruelle, Geneviève Déry, Christopher Hall, Pierre Hébert, Mario Jean, Roc LaFortune, Sylvain Larocque, Claude Legault, Didier Lucien, Caroline Néron, Alex Perron, Martin Petit, Yvan Ponton, Julien Poulin, Jacques Rougeau, Éric Salvail, Dany Turcotte, Noémie Yelle, Mike Ward, Denis Houle, Laetitia Isambert-Denis, Jean-François Mercier, Mireille Thibault, Annie Dufresne, Jean-Claude Gélinas, Alexis Martin, Jean-Michel Dufaux, Dylane Hétu, Jacynthe René, Réal Bossé, Lawrence Arcouette, Marie-Josée Beaudreau, Jacques Girard, Charles Biddle Jr.,Guylaine Tremblay,Benoît Langlais, Norman Helms, Véronique Bannon, Frédéric Desager, Éric Hoziel, Louis Champagne, Daniel Rousse, Michel Courtemanche, Michel Forget, Sylvain Beauchamp, Amélie Grenier, Emmanuel Auger, Julien Bernier–Pelletier, Isabelle Maréchal, Nathalie Bériault, Paul Dion, Marc Dupré, Pierre Gendron, France Castel, Jean-François Mercier, Julie Caron, Jeff Boudreault, Pierre Collin, Nathalie Coupal, Daniel Mercille, Stéphane Gagnon, Roger Léger, Denis Levasseur, Mélanie Boulais, François Léveillé, Gilles Latulippe, Alec Poirier, Vincent-Guillaume Otis, Sophie Faucher, Alec Picard, Sylvie Potvin, Robert Brouillette, Jean-Yves Chartier, Philippe Laprise, Rémi-Pierre Paquin, Alain Dumas, André Robitaille, Paul Savoie, Pierre Bérubé, Mélanie Pilon, Florent Vollant, Alexandre Agostini, Claude Poirier, Luc Senay, Louis-David Morasse, Daniel Thibault, Guillaume Cyr et Khanh Hua.

## Production
En 2009, Catherine Florent s'est fracuturé la mâchoire et a dû passer l'été en réadaptation. Elle est remplacée par Catherine-Anne Toupin, qui lui ressemble beaucoup.

## Fiche technique
- Réalisatrice : Marie-Hélène Copti
- Assistante à la réalisation : Véronique Rivard
- Accessoiristes : Geneviève Allard et Pascale Rocray
- Costumière : Christine Doyle
- Maquilleuse : Odile Ferlatte
- Coiffeuse : Pierrette Trottier
- Post-production : Encore Télévision inc.
- Scénariste : Daniel Gagnon, Stéphane E. Roy
- Script-éditeur (en) : François Avard
- Producteurs : François Rozon et Vincent Gagné

Caméra Café est une production de Encore Télévision inc.

## Personnages
Les personnages de cette série sont volontairement caricaturaux, reproduisant des stéréotypes tels que le syndicaliste aux manœuvres douteuses, le vendeur menteur, le comptable vierge et « fils à maman », le patron très autoritaire et peu compréhensif, l'homosexuel frivole, les secrétaires naïves, la réceptionniste portée sur le sexe ou le fier-à-bras qui obtient tout ce qu'il veut par la violence.
- Jean-Claude Langevin (joué par Pierre Brassard) : Jean-Claude, ou « JC » (prononcé « jici ») pour les intimes, est vendeur itinérant. Il sillonne les routes de campagne à la recherche de clients. Il est un professionnel de la vente à pression et des « passes pas claires ». Il possède même une mallette contenant l'historique des achats de clients potentiels. Tout comme Bruno, il se laisse facilement tenter par quelques petites magouilles pour se faire de l'argent facile. Il charge sans cesse la compagnie pour la location abusive de chambres de motels, pour des repas gargantuesques au restaurant et pour toutes sortes de dépenses farfelues. Jean-Claude vit avec sa femme, Sandra, et le fils de celle-ci, Jason. Bien qu'il ne soit apparu qu'à quelques reprises dans l'émission, on sait que Jason est un garçon turbulent qui est souvent coupable de vols et d'arnaques, à la grande fierté de son « demi-père ». JC a plusieurs maîtresses (le plus souvent ses clientes) et visite souvent le bar de danseuses L'Entre-cuisse. Il est aussi alcoolique, ce qui l'aide à ne pas se sentir coupable de tromper sa femme. Il répète souvent « on parle de moi, là » en entrant dans la salle de repos et à d'autres occasions, souvent à des moments inopportuns. Pour toutes ces raisons et à cause de son niveau d'éducation très faible, il se fait très souvent traiter de « cave » (idiot) par ses collègues, de manière parfois affectueuse, parfois non. Il a perdu un testicule à cause d'un accident de balayeuse. Il le gardait dans un bocal dans un coffre dans son bureau pour le regarder à chaque anniversaire de l’événement, jusqu’à ce que Sylvain, le comptable, casse le bocal accidentellement. Il a quitté la série au premier épisode de la cinquième saison pour partir vivre à Las Vegas avec une danseuse de L'Entre-cuisse. Sa tentative a échoué, mais il a appris pendant son séjour une énormité d'injures anglophones ainsi que les chansons d'Elvis, ce qui l'aide à récupérer son travail auprès de Normand après une vente réussie auprès d'un client du West-Island. Il réapparut devant la machine à café durant les funérailles de son équivalent, Patrice. À partir de la saison 9, il devient adjoint administratif et il est remplacé par Rajat comme vendeur. Ses expressions récurrentes sont "On parle de moi là !" et "Si bonnac !".

- Guy Bérard (joué par Martin Drainville) : engagé à la suite du départ de Bruno Gagnon, le responsable des achats, il prit rapidement sa place en tant que représentant syndical, ce qui ne fit pas plaisir au patron. Tout comme son prédécesseur, il participa à plusieurs magouilles, dont l'organisation d'un combat d'animaux sur le lieu de travail. Il a d'ailleurs déjà travaillé pour une centrale syndicale avant d'être renvoyé pour avoir participé à une arnaque de plusieurs milliers de dollars. Mais le plus souvent, il défend ses collègues (même Sylvain) et est prêt à tout pour arriver à ses fins. Il est marié à la même femme depuis un peu moins de 20 ans, et il ne l´aime pas vraiment. Quand elle apparaît dans la série, elle n’a rien de joyeux. Guy adore faire du temps supplémentaire pour ne pas être avec elle et ses enfants. De plus, Guy a des problèmes de jeux : c'est de cette façon qu'il a dépensé tout l'argent qu'il a obtenu grâce à ses diverses arnaques. Il a même déjà dépensé 3 payes de suite au casino. Lorsque Bruno revint, après une dispute dans laquelle Jean-Claude finira délégué, ils se partagèrent le poste de délégué syndical. À la fin de la saison 10 on découvre que Guy est divorcé, ruiné et vit dans la rue.

- Sylvain Desjardins (joué par Stéphane E. Roy) : c'est le comptable du bureau. Il est considéré inadapté social et est toujours vierge. Il est très bon pour ce qui est du domaine du calcul mental et son travail est irréprochable. Il se fait souvent appeler « grosse boulette » par Bruno et Jean-Claude, mais aussi par Patrice et surtout André qui ne l'aiment pas du tout. Il se fait souvent tabasser par ceux-ci, qui lui demandent d'enlever ses lunettes pour annoncer la chose (un dicton disant qu'il ne faut pas frapper quelqu'un qui porte des lunettes). André, par contre, le bat violemment jusqu'à lui laisser des marques. Il est un grand fan de Gregory Charles. Il a un faible pour Josée, une secrétaire, avec qui il partage certains traits, comme le fait d'être gêné et inadapté social. Lors de la huitième saison, il tentera à l'inviter à dîner mais tombera dans les pommes tellement il est stressé. Il traîne avec sa mère dans des centres de personnes âgées et joue au bingo, au scrabble et au bridge avec elle. Mais le pire est qu'il tente de raconter ces aventures pitoyables à ses collègues. À la fin de la saison 8, Sylvain épouse Josée dans le local de l'entreprise, avec André comme témoin. Lui et Josée, ils sont parents de 5 enfants (Gregory,Gregoire,Greg,Gregorio et Gregorette). À la dernière saison, il devient directeur d'un des restaurants Tom Hortin à Montréal avec comme subordonnées Jeanne Coulombe et Normand Dugars, restaurant œuvre de Bruno Gagnon. Son expression récurrente est « Salut ! ».

- Normand Dugars (joué par Claude Prégent) : le directeur de la succursale de la compagnie. Il est exigeant envers ses employés et les rappelle souvent à l'ordre. Il n'hésite pas à participer à des arnaques, impliquant parfois le syndicat et son représentant Bruno. Normand, n'a qu'une chose en tête : l'image de sa compagnie, même s'il faut tuer pour cela. Il fait cela pour accéder à son annuelle prime au rendement. L'attitude autoritaire de Normand serait causée, selon le psychologue de l'entreprise, par sa calvitie et sa petite taille. Il passera trois semaines moins un jour en prison ((saison 9) alors qu'il est condamné pour 10 ans) pour avoir détourné les fonds de pension de ses employés. Il est marié et est sans doute le plus âgé du bureau. Il est croyant, il vote pour le Parti traditionnel et ira jusqu'à imposer son opinion politique aux employés. C'est l'exemple parfait du vieux rétrograde qui fera tout pour baisser un salaire ou virer quelqu'un sans raison. Son expression récurrente est « Escalier ! » qu'il utilise quand il congédie quelqu'un. À la dernière saison, il se fait licencier par la compagnie et devient plus tard un simple gérant de beignet dans une chaine de restauration Tom Hortin. Son supérieur est désormais Sylvain Desjardins.

- Philippe Graton (joué par Jasmin Roy) : Philippe est le technicien informatique. Il est surtout connu pour son homosexualité flamboyante et souffre régulièrement de l'homophobie modérée de ses collègues et de son patron qui l'appelle souvent « la Philippette » et lui posent des questions idiotes sur les homosexuels.

- Martin Lepine (joué par Mario Bélanger) : Concierge de l'entreprise, il prétend tout connaître et invente des solutions et des explications à tout. Il tente d'aider tout le monde, souvent contre leur gré, ce qui amènera plus de problèmes que de bonnes choses aux employés. Plusieurs personnes, dont Guy et Patrice, tentent de l'éviter, mais il sort souvent de nulle part. C'est un personnage inclassable. Il tentera d'aider Normand qui souffre d'insomnie et de soigner Marc de son handicap visuel. Dans de très rares cas ses idées fonctionnent mais ont des effets secondaires handicapants comme lorsqu'il parvient à créer une mixture permettant de faire recouvrer la vue à Marc mais qui lui inflige une attaque cardiaque ou une perte momentanée de sa motricité. Il devient le temps d'un épisode directeur de la succursale (succédant ainsi à Manon) mais sera démis de ses fonctions par la présidente à cause de ses dépenses sanctuaires. Ses expressions récurrentes sont " … Piou ! Comme une flèche ! ", "Donne donne donne donne" et "Que qu'ouïs-je? Qu'acoustiquais-je?...".

- Manon Grenon (jouée par Mahée Paiement) : Réceptionniste. Physiquement, c'est une jeune femme très avantagée, ce qui provoque la jalousie des autres femmes et l'excitation des hommes. Lors des premières saisons, elle avait parfois des aventures sexuelles avec Bruno. Elle ne tombe cependant pas dans le préjugé de la belle fille pas très intelligente. La preuve, c'est qu'elle est le personnage qui possède le plus de jugement. Son plus gros défaut, par contre, est qu'elle est très colérique. Lorsqu'elle est menstruée, elle devient un personnage extrêmement dangereux, pire qu'André. Dans la saison 9, son autorité naturelle lui vaudra de remplacer Normand à la tête de la succursale de la compagnie pendant son séjour en prison, mais elle démissionnera de ce poste pour retrouver sa place de réceptionniste car elle ne pouvait pas supporter que ses collègues la détestent.

- Jeanne Coulombe (jouée par Catherine Florent puis Catherine-Anne Toupin) : la secrétaire de Normand Dugars, le directeur de la succursale. Elle est un peu naïve et idiote. Mère célibataire, élevant seul son fils Tristan qui est très turbulent malgré son jeune âge. Elle essaie sans cesse d'obtenir ses vendredis de congé pour s'occuper de lui, mais Bruno, le représentant syndical ne parvient pas à les lui obtenir. Elle a aussi un autre fils, Stétoine, un mélange entre Stéphane et Antoine car elle ne savait pas qui était le père. Elle a toujours des petits amis violents et cruels qui ne la respectent pas et, curieusement, elle aime ça. Elle est la proie des avances incessantes de François-Baptiste, le psychologue du bureau, qu'elle refuse toujours. Elle accouchera d'un autre enfant au cours de la quatrième saison et sera remplacée dans son congé de maternité par sa sœur, Line. À la dernière saison, elle travaille comme vendeuse de beigne dans un restaurant Tom Hortin.

- le courrier à vélo (joué par André Sauvé) : Ce n'est pas un employé de la compagnie, mais de la Poste, récurrent dans la huitième saison. C'est lui qui s'occupe de livrer le courrier. Il a toujours une anecdote, une opinion ridicule à dire, ou une théorie idiote à mettre sur pied. Il arrive toujours à convaincre les employés que la plupart des gestes qu'ils font sont ridicules (il fait même croire à Josée que l'on peut se transformer en Hulk, si on est trop souvent exposé à un four à micro-ondes ou bien à des aliments réchauffés dans celui-ci).

- Josée Gamache (jouée par Julie Ménard) : incroyablement idiote, agaçante, habillée de vieux vêtements et avec une voix aiguë, elle a tous les défauts. Elle remplaça Martine. Au début, elle « flashait » sur Sylvain, mais l'a délaissé, car Sylvain est trop naïf pour comprendre qu'elle l'aime. Elle remplacera Sylvain par Patrice, qui la méprise. Elle est probablement un des personnages les moins respectés. En effet, tout le monde refuse de lui expliquer quoi que ce soit, car Josée a tendance à trouver difficiles même les choses les plus faciles. Elle mit à bout plusieurs de ses collègues, dont Bruno qui la traita un jour d'« hostie d'épaisse ! » pendant qu'ils parlaient de Noël. Elle se marie à Sylvain devant la machine à café à la fin de la saison huit. Elle est mère de 5 enfants. À la saison 10, elle devient député avec le parti de solidarité utopiste, et plus tard, ministre.

- André Nadon (joué par Bobby Beshro) : André est le chauffeur du grand patron du siège social de Toronto, lors de ses déplacements à Montréal. Quand il s'arrête devant la machine à café, le chauffeur réussit toujours à obtenir ce qu'il désire des autres personnages, la plupart du temps par la violence. À l'instar de ses collègues, il tabasse souvent et violemment le comptable Sylvain, moins souvent il a Philippe comme victime. Depuis son arrivée, il a souvent aussi battu Bruno et Jean-Claude. Guy a remplacé Bruno comme victime, mais Patrice a su gagner son respect. Il eut une fois une copine qui le transforma en mollasson et qui le battait, mais il s'en débarrassa. Au cours de la dernière saison, on découvre qu'André était en fait un "nerds" comme Sylvain et qu'il avait une couverture de "grosse brute" pour "ne pas se faire martyriser par des grosses brutes comme Sylvain", dit-il.

- Bruno Gagnon (joué par Martin Matte) : « Bru », comme l'appelle son ami JC, est responsable des achats dans l'entreprise. Il est également représentant syndical (affilié à la FTQ). Il se vante souvent de représenter les employés dans la lutte sans merci contre la direction, incarnée la plupart du temps par Normand Dugars, le directeur de la succursale. Il est toutefois facilement tenté par de petites magouilles, abusant ainsi de son poste de représentant syndical et de président du club social. Il possède également un tempérament un peu « soupe au lait », se fâchant rapidement lorsque survient une situation qui requiert de la patience, comme d'expliquer le fonctionnement d'un téléphone cellulaire à Josée, une secrétaire un peu idiote. Pour atténuer son stress, Bruno réussit parfois à coucher avec Manon, la réceptionniste du bureau ou encore il pratique son sport préféré qui est de tabasser le comptable, Sylvain. Il avait une femme au début de la série, mais s'en est séparé au cours de la deuxième saison, il semble souffrir parfois de sa séparation. Il a quitté la série au début de la cinquième saison, un épisode après Jean-Claude, car il était fatigué de devoir côtoyer ses collègues anormaux. Depuis son départ, il occupe un poste de direction à la centrale syndicale. Il revint au début de la huitième saison pour faire voter une hausse des cotisations syndicales par ses anciens collègues. La tentative échoua et ses anciens amis votèrent une baisse des cotisations. La centrale le mit à pied. Il inventa un poste de cadre (mais avec les avantages syndicaux) et se proposa à cette tâche à Normand qui l'engagea, piétinant drastiquement sur le salaire de Sylvain pour payer son nouvel adjoint administratif. Il meurt dans des circonstances douteuses lors d'un congrès syndical. Il nomme André comme exécuteur testamentaire et celui-ci fait respecter ses dernières volontés à la lettre au détriment de Normand. En réalité, il a faussé sa mort pour investir dans une entreprise de beigne en devenant plus tard le fondateur et dirigeant d'une chaine de restauration Tom Hortin.

- Marc Pageau (joué par François Morency) : Successeur de Carole comme avocat de la compagnie. Plusieurs employés se moquent de lui parce qu'il est aveugle, dont Sylvain puisqu'il croit qu'il veut lui voler Josée, qu'il a brièvement fréquenté avant d'être un personnage récurrent de l'émission, et où il l'avait quittée parce qu'elle avait de petits seins. Mais pourtant, il réussit toujours à avoir le dernier mot avec ses collègues. Martin réussira momentanément à lui redonner la vue grâce à une potion concoctée de plusieurs produits chimiques. Cependant, Marc ressentit certains effets secondaires désagréables. Au début de la saison neuf, Guy mit en doute la cécité de Marc et en fit part à Normand. On découvre alors que Marc n'a jamais été aveugle, qu'il s'agissait d'une manigance pour avoir des avantages sociaux. À la suite de cela, il se fera renvoyer.

- Patrice Labrecque (joué par Antoine Bertrand) : Patrice a été engagé par Normand parce que Bruno ne l'aimait pas et qu'il avait inventé une histoire rocambolesque sur ses origines. Il a prouvé ses compétences en vendant une roche à Josée (vu la naïveté de Josée, ce n'est pas vraiment un exploit). Il remplaça Jean-Claude à son poste de vendeur. Plus intelligent et donc plus efficace dans ses arnaques que Jean-Claude, il est aussi beaucoup plus violent. Il rivalise même avec André au titre de personnage le plus violent de la série (ce qu'André lui fait savoir lors de ses funérailles). Patrice est d'une corpulence impressionnante, ce qui ne semble pas l'empêcher d'avoir de nombreuses aventures. À la suite d'une des coupures de Normand dans la Saison 8, de couper l'ascenseur, Patrice se mit à utiliser l'escalier, ce qui lui permit de se développer une diète ainsi qu'un régime pour perdre du poids. Cependant, ses collègues de travail le trouvèrent ainsi insupportable et décidèrent de le ramener dans ses mauvaises habitudes au nom de leurs petits nerfs. Ils lui achetèrent un buffet de poulet frit, de beignets, de Pepsi et autres cochonneries… dans une énorme passion, il avala la densité gargantuesque de malbouffe en un temps record, ce qui lui faire un AVC. Pendant ses funérailles, on apprend qu'il lègue tous ses biens au fondateur de Poulet Frit Missouri (parodie de PFK) pour les moments heureux et moins heureux partagés avec ses repas de poulet frit. Pendant ses funérailles revint aussi Jean-Claude Langevin. À la dixième saison, Patrice qu'il faisait mourir a dit qu'il fallait qu'il revienne en fantôme.

- Carole Lussier (jouée par Louise Deslières) : Carole était avocate pour l'entreprise et faisait partie de la direction. C'est une femme autoritaire possédant du jugement et agissant toujours avec beaucoup de sérieux. Elle est célibataire et ne cessait de refuser les avances de Jean-Claude lorsqu'elle le côtoyait. Au milieu de la sixième saison, elle subissait une opération de changement de sexe et revenait sous le nom de Carol Lussier. Ayant peur pour son poste et de devoir le payer plus cher, Normand le renvoya la journée même.

- Martine Tanguay (jouée par Mélanie Maynard) : secrétaire exécutive de Carole Lussier. Elle est plutôt stupide et servile, elle fait tout ce qu'on lui demande, même si elle n'y comprend rien. Il est arrivé qu'un autre personnage (Jean-Claude) perde le contrôle de lui-même en tentant de lui expliquer le Code de la route. Il est aussi très difficile de lui expliquer quoi que ce soit. Son physique peu attirant et ses capacités mentales inférieures à la moyenne font d'elle un objet de dérision, mais elle ne possède pas les capacités intellectuelles nécessaires pour en être consciente. Sylvain a une attirance pour elle, mais Martine ne semble pas le savoir. Au cours de la troisième saison, les employés de l'entreprise reçurent une lettre de son amoureux, disant qu'elle était heureuse au Moyen-Orient et ne reviendrait pas. Ils ne se posèrent pas davantage de questions. Pendant la huitième saison, Martine revient pour un épisode afin de faire une visite à Sylvain, qu'elle trouvait de son goût. Elle se dispute avec Josée pour avoir Sylvain, mais Josée, déjà mariée avec le comptable, finit par le garder, malgré une hésitation de Sylvain quant au choix. Elle finit par sortir avec Martin, après avoir perdu espoir en sa vie amoureuse.

- Claire Pouliotte (jouée par Chantal Lamarre) : coordonnatrice des livraisons. Elle a une apparence très masculine. Elle est d'un tempérament colérique, mais semble posséder une lucidité qui échappe aux autres employés. Elle possède une personnalité téméraire et a beaucoup d'expérience en matière de drogue et de sexe. Dans un épisode, elle avoue avoir déjà couché avec une femme. Son humeur n'a pas été considérablement modifiée par le fait qu'elle soit tombée enceinte d'un père inconnu. Depuis son accouchement, son apparence physique la préoccupe beaucoup.

- François-Baptiste Marois (joué par Daniel Brière) : François-Baptiste, appelé Frank par Bruno et JC, est le psychologue de l'entreprise. Il ne possède pas de diplôme dans son domaine et lorsqu'il se doit de les montrer, il demande un peu de temps pour les imprimer. Il trouve des problèmes à des employés qui n'en ont pas vraiment. Il fantasme sur Jeanne au point de prendre des photos d'elle dans les toilettes. Il trouve une tonne de façons de coucher avec elle, mais elles échouent toutes. Une fois, il arrêtera de fantasmer sur elle et la haïra au point où Jeanne elle-même tombera amoureuse de lui (puis il redevint gentil, ce qui coupa solide l'envie de Jeanne de coucher avec.) Il est particulièrement excité par les pieds et par les femmes enceintes. Au cours de la sixième saison, il a mis en application différentes thérapies farfelues, telle la destructothérapie, la musicothérapie, la documentothérapie, l'adolescothérapie et la bronzothérapie. Ces expériences furent toutes sans résultat positif et provoquèrent la risée de ses collègues. Au début de la huitième saison, Normand le mit à la porte puisqu'il révéla accidentellement à Guy (le délégué syndical) qu'il travaillait sans salaire depuis trois semaines. Il est devenu pasteur grâce à un site où il a pu imprimer ses diplômes, c'est lui qui célébra les noces de Sylvain et Josée devant la machine à café.

- Julien Lacasse (joué par Stéphane Archambault) : homme à tout faire. Il a environ 25 ans et a une belle apparence. Il n'est apparu que dans quelques épisodes de la première saison.

- Line Coulombe (jouée par Valérie Valois) : sœur de Jeanne, elle la remplacera pendant son congé de maternité lors de la quatrième saison. Tout comme sa sœur, elle a un penchant pour les hommes violents et infidèles. De plus, elle est aussi naïve que Jeanne et est le centre d'intérêt des regards des hommes.

- Rajat (joué par Réal Béland) : Rajat est le vendeur de la compagnie. Il remplace Jean-Claude lorsque ce-dernier devient adjoint administratif. Rajat est indien et hindou, c'est pourquoi il porte un turban, et il lui arrive d'appeler sa famille en appelant une compagnie de téléphone qui le transfère en Inde. À son arrivée à la compagnie, il a eu une sorte d'"initiation", en expliquant à JC et Josée qu'il était indien et Hindou, ce que ces derniers ne saisissaient pas.

## Épisodes
Les épisodes des trois premières saisons sont surtout composés de sketchs adaptés de la version française et de trois créés pour le Québec. À partir de la saison 4, les sketchs sont en majorités originaux.

### Saison 1 (2002-2003)
1. L’installation ; Invitation à déjeuner ; Le permis ; Le poireau et la salope ; Qu’est-ce que tu fais ce soir ?
2. Jour de grève ; Théorie du canari ; Le grand bureau ; La prime ; Laissez-moi un message
3. Le geste qui tue ; Golf ; Grève des transports ; Cuisine du chef ; Anniversaire de Sylvain
4. Photocopie (original) ; Le poids ; Alerte au feu ; Tous fichés ; Paradoxe temporel
5. Le complot ; Psycho-Test ; Nuit tragique ; Intérim ; Roland-Garros
6. Fines herbes ; Le retour ; Pizza ; Pension d’invalidité ; Double fracture
7. Les mots pour le dire ; Visite médicale ; Mougier ; La lettre ; Affinités (original)
8. Le gardien de but ; Le spécialiste ; Les copines ; Chasseur de têtes ; Le bon coup
9. Allergie (original) ; La force de vente ; Le Blues du DHR ; En panne ; Ça tombe pile
10. Un pari à la con ; Troisième sexe ; Restriction de budget ; À la neige avec le C.E. ; Party ! (original)
11. Trop gros (original) ; Le constat ; Homonymie ; Quand je serai grand ; La ferme
12. Une bonne boîte ; Entretien d’embauche ; La couleur de l’argent ; Un pote gay ; Grosse fatigue (original)
13. La petite bête ; L’handicapé ; Babysitting (original) ; Démissionner ; Notes de frais
14. Le petit mot (original) ; Film d’entreprise ; Les élections ; Dommage ; Bon signe
15. L’accueil téléphonique ; Le vigile ; Dialogue de sourds ; Un mois en Pologne ; La parano
16. Zone interdite (original) ; Café transgénique ; Pot de départ ; Esprit d’équipe ; Harcèlement
17. Le C.E. ; Les idées noires ; Questions-réponses ; Madame Sorel part en retraite ; Confiance 101 (original)
18. Batman ; Le consultant ; La partie de golf ; Génie du calcul ; Parfumé (original)
19. Le téléthon ; Le clown ; Harcèlement sexuel ; Le déménagement ; Portrait craché

### Saison 2 (2003-2004)
1. L’organigramme ; Tous en scène ; Erreur comptable ; Bébé de Claire (original) ; Don de sang
2. De toutes les couleurs ; L’ami ; Le portefeuille ; Maeva se refait une beauté ; Les malaises
3. L’invitation ; Réinsertion ; Poème ; Photo surprise ; Une revenante
4. Insémination ; C’est la fête ; Du calme Jeanne ; La mauvaise humeur ; Le routier
5. Assurance ; Situation inconfortable ; Téléphone rose ; Le doute commercial ; Truc simple
6. Le loto ; Les vieux souvenirs ; Le tatouage ; Psycho minute ; Rencard
7. Déréglée ; Vidéo crade ; Code de la route ; Le portable ; Répétition
8. Grève de la faim ; Buffalo Bill ; Vendeur à la cool ; The look ; Kit au black
9. La liste de Jean-Guy ; JC et blonde (original) ; Le petit oiseau ; Shower de Claire (original) ; L’excuse
10. La méthode crétin-wilson ; Bonnes œuvres ; La discrète ; Action psy ; Bruno divorce (original)
11. Harmonie ; La secte ; HEC ; Let’s get physical (original) ; Jean-Guy en vrac
12. A voté ; Mauvais fils ; Augmentation de salaire ; Un homme parfait ; Fuego
13. L’orgasme ; Faux témoin ; Bureau à partager ; Inondations ; Miracles
14. Le trophée ; La jeune stagiaire ; Une petite faveur ; Grosse crève ; Pudique (original)
15. Hervé in love ; Soucis familiaux ; Jalousie ; Le courrier ; Bonne étoile
16. À fleur de peau ; Enceinte ; Radio du coin ; Relookage ; Mythomaniac
17. Un homme sous influence ; La quête de Jeanne ; Ça se soigne ; Semaine des secrétaires ; Premier secours
18. Concurrence ; Rendez-vous ; Piou piou ; Korrect ; Crise de foi

### Saison 3 (2004-2005)
1. Retour de vacances ; 1er mai ; Prix d’amis ; Pacs ; Josée (original)
2. Chauffeur demandé ; Le mutant ; L’ouïe ; Cotorep ; Star académie (original)
3. Chooff les chooses ; La gueule ouverte ; Petites annonces ; Baden Powell ; Christian clochard
4. Carton rouge ; Naze club ; La poupée qui dit non ; Auto-école ; La cousine
5. Dimitri ; Le trésor de JC ; Marilyn & Madonna ; Un gros gros problème ; L’espace liberté
6. Vite sur le piton ; La résidence ; Charité bien ordonnée ; Le grand faisandier ; Le sauvageon
7. À l’eau ; Don d’organes ; Le pigeon ; Vengeur masqué ; La cinquième dimension
8. Une femme en colère ; Sorcellerie ; Le porte-poisse ; L’accrochage ; À la maison
9. Culture ; Le pot de vin ; Le système convenant ; Malade ; La maman
10. Partir un jour ; L’arnaque ; Attachant ; Violette ; Un air canaille
11. Rivalité (original) ; La cacanalyse ; Le vol du pélican ; Chaud devant ; Cellulaire (original)
12. Mère courage ; Que du bonheur ; Le virus ; Photo mateur ; Échangiste
13. Système solaire ; Pitbull ; Tolérance zéro ; Sale affaire ; Parigot tête de veau
14. Faux témoignage ; Poisson d’avril ; Margot ; 150 calories ; Un oubli
15. Courage JC ; Dèj de filles ; Club de sport ; Grogne sociale ; Substance illicite
16. Le choc des titans ; La promo du chef ; Désespérée ; Bâton merdeux ; L’accident
17. La traque ; L’art du DRH ; Inspection (original) ; La place du mort ; La brute
18. Vendus ; Le Blues du quadra ; Blessure secrète ; Le pot ; Électro-choc

### Saisons 4 à 10
- Aucun titre n'a été fourni pour les épisodes entre la saison 4 et 10.
- La huitième saison de 18 épisodes a été diffusée de septembre 2009 au 23 mars 2010, suivi de deux "meilleurs moments".
- La neuvième saison de vingt épisodes a été diffusée du 21 septembre 2010 au 31 mars 2011.
- La dixième (et dernière) saison de 19 épisodes a été diffusée entre le 27 septembre 2011 et le 20 mars 2012.

## Environnement
L'environnement de travail de la société (dont le nom et la spécialité sont inconnus) n'est illustré que par le court corridor où sont disposées des tables pour que les employés s'y servent un café pendant la pause. Le bureau correspond au 6e étage d’un immeuble en comportant 14. Au début de la série, la compagnie était propriétaire de l'immeuble au complet. À gauche se situent les toilettes unisexe (ce qui a pu nous offrir quelques scènes cocasses). Elle dispose d’une fenêtre. À droite se situe le placard à balais de Martin, qui deviendra plus tard la cuisinette. Tout au fond, se trouvent l'ascenseur et un virage en T. Dans le couloir de gauche, nous pouvons présumer que se trouve le bureau de Normand; à droite, se trouvent les escaliers. Les murs sont jaunes avec quelques murs de couleurs crème. Les portes et le tapis sont de couleur bleutées. Mis à part les tables, les objets varient selon les événements. Dans la septième saison, les employés étaient équipés d'un sofa. D'autres fois, se sont des éléments emmenés spécialement pour l'épisode (tel un pupitre et un tableau pour essayer d'améliorer le niveau d'éducation de Jean-Claude).
Dans la huitième saison, l'environnement de travail change. À la suite d'« investissements dans les infrastructures » de Normand qui se sont trouvés être une passe d'argent, les murs ont été repeints en mauve, les portes et le tapis sont désormais gris. Finalement, Sylvain avait remporté un concours télévisé pour construire une cuisinette, mais sa mère aimant trop sa cuisine, Sylvain l'a offerte à l'entreprise. L'ancien placard à balais de Martin a été déplacé (si l'on suit les personnages, il est à droite, du côté des escaliers) et la cuisinette y a été installée. Cependant, les personnages ne semblent pas s'en servir énormément. La cuisinette semble être équipée de pas mal de choses, mais nous n'en savons rien. Elle est peinte en rouge et dispose officiellement d'un four à micro-ondes. Au 7e étage, il y a la compagnie concurrente, Digitex, où les personnages se rendent quelquefois au cours des saisons. Cet environnement est beaucoup plus confortable et luxueux pour les employés.